# Agadez (region)
Agadez er en af Nigers syv regioner. Med sine 244.869 km² er den landets største region, og dækker omtrent den nordlige halvdel af landet. Til trods for dette er den også landets mindst befolkede region, med 321.639 indbyggere i folketællingen i 2001. Hovedstaden i regionen er byen Agadez.
Store dele af regionen består af ørken (Sahara); blandt andet ligger Aïr og Ténéré naturreservat i Agadez. Regionen er inddelt i én kommune og tre departementer: Agadez (kommune), Arlit, Bilma og Tchirozérine.

## Eksterne kilder og henvisninger
- Wikimedia Commons har flere filer relateret til Agadez (region)
- Rejseguide for Agadez, Wikivoyage

17°N 8°Ø / 17°N 8°Ø